# دوروزنه‌ای‌های پیرالویدا
دوروزنه‌ای‌های پیرالویدا(نام علمی: Pyraloidea) نام یک بالاخانواده از زیرراسته پیچ‌زبانان است.